# Telefe
Telefe (Televisión Federal) je argentinská televizní stanice se sídlem v Buenos Aires, jejíž počátky se datují do roku 1961.
Stanici vlastní a řídí mediální společnost Paramount Global prostřednictvím Televisión Federal S.A. Stanice Telefe vysílá nejen v Argentině, kde je jedním z pěti národních televizních kanálů, ale její mezinárodní vysílání lze přijímat i v celé Jižní a Severní Americe, v Evropě, Asii, Oceánii a v Izraeli.
V listopadu 2016 síť získala Viacom za 345 milionů dolarů.